# Flujo turbulento
En mecánica de los fluidos, se llama flujo turbulento al movimiento de un fluido que se da en forma caótica, en el que las partículas se mueven desordenadamente y las trayectorias de las partículas se encuentran formando remolinos aperiódicos lo que ocurre en una gran cantidad de configuraciones como  canales, tuberías, reactores sean bioquímicos, físicos o nuclear. Debido a esto, la trayectoria de una partícula se puede predecir hasta una cierta escala, a partir de la cual la trayectoria de la misma es impredecible, más precisamente caótica. Esta escala es más bien ficticia ya que corresponde a un estado supuesto de la materia al que definimos como estado promedio o de flujo estacionario para flujo turbulento. Los remolinos mencionados presentan componentes de la velocidad en las 3 direcciones y con valores fluctuantes (velocidad fluctuante). Por lo que para representar sus parámetros se utiliza el espacio real. Incluso en un flujo globalmente estacionario, la velocidad fluctúa alrededor del valor medio (velocidad media) en las 3 direcciones. 
Los modelos matemáticos para flujo laminar permiten hallar soluciones a los problemas. Mientras que para Flujo turbulento, las suposiciones son menos realistas y la complejidad matemática hace imposible resolver algunos sistemas. Las Correlaciones surgen del Semi-empirismo.
La primera teoría de la turbulencia fue escrita por Prandtl en 1925 suponiendo que los remolinos se mueven en un fluido de igual forma que lo hacen las moléculas de un gas por lo que se basa en la Teoría cinética. Prandtl obtuvo la siguiente expresión para el tensor de corte que actúa sobre la cara que es perpendicular a la dirección "x" y tiene dirección "y", según Navier-Stokes: ^^Insertar ecuación^^ donde "L" es la longitud de mezclado y es función de la posición. Incluso en el siglo XXI, existen complicaciones para calcular la viscosidad para flujo turbulento y por lo tanto siempre se debe recurrir a tablas, datos y gráficos experimentales gracias a la invención del viscosímetro. Lo anterior implica que se puede medir actualmente la viscosidad pero calcularla todavía no.    
Dentro de los parámetros mensurables para el flujo de fluidos se encuentra la velocidad, la cual debido a ser una variable fundamental, si se puede estimar y que se relaciona con la distancia la cual se mide desde la pared del tubo, también otra variable fundamental, que se relacionan mediante la Ley universal de velocidad.   
Otras teorías de la turbulencia utilizan métodos estadísticos estudiando la caída de turbulencia detrás de una rejilla. Las teorías que se estudian en este artículo predicen el comportamiento al principio del flujo turbulento y la estructura de los remolinos como su tamaño, tiempo de vida y la velocidad de rotación de los torbellinos que son parámetros que caracterizan al flujo turbulento.

## Velocidad media y fluctuante
La velocidad media deriva del Teorema de valor medio y el período temporal, en el que se evalúa la velocidad instantánea porque es función del tiempo, se denomina Tiempo de ajuste el cual es--grande con respecto al tiempo de oscilación turbulenta pero pequeño con el tiempo de variación de la diferencia de presión que da lugar al flujo--. Las ecuaciones diferenciales de movimiento y continuidad promediadas en el tiempo ajustado permiten  predecir las magnitudes de tiempo de ajuste. Al predecirlas se puede realizar la distribución de tal variable que puede ser la velocidad o la presión. La presión dinámica se mide con el Tubo de Pitot con el que se mide la velocidad--. La presión estática para el cálculo anterior se mide con un [manómetro doble|Manómetro doble]. Cuando obtiene la Ecuación diferencial final que no es lo mismo que la correlación semi-empírica que se deduce a partir de ésta se obtienen los resultados teóricos. Suele confundirse porque la ecuación diferencial es la que se coloca en el Simulador y este devuelve resultados a partir de Datos que les voy colocando. Mediante el Teorema de Claude Navier y George Stokes se consigue tal ecuación diferencial ¡¡pendientes las demostraciones¡¡ y se concluye que el flujo turbulento no es un Flujo de fluido que reemplaza al laminar sino que el transporte de cantidad de movimiento sucede por molecularidad y debido a las Corrientes de circulación porque el esfuerzo de corte turbulento es el resultado de la suma de los esfuerzos de corte laminares y los de Reynolds (los que se deben a los remolinos existentes en el flujo turbulento). El tensor cortante se relaciona con la Ley de Newton para la viscosidad. Con la misma intención se generó la Ley de Boussinesque para la viscosidad donde la Viscosidad de remolino se suma a la Viscosidad dinámica, y esta es la relación entre el gradiente negativo de velocidad local y la densidad de flujo de cantidad de movimiento.

## Ley de Prandtl
Es una Ley física que supone que los remolinos se mueven dentro del fluido como lo hacen las moléculas en un gas ya que el movimiento de tales moléculas es desordenado y aleatorio como se describe en la Teoría cinética. La Correlación de Prandtl relaciona el esfuerzo de corte turbulento con la longitud de mezclado, la cual a su vez es función de la posición.

## Ley universal de velocidad
Mediante la Ley universal de velocidades se obtiene la distribución de velocidad para flujo turbulento que se caracteriza por:
- Las partículas de fluido no se mueven siguiendo trayectorias definidas.
- La acción de la viscosidad dinámica es despreciable.
- Las partículas poseen Energía de rotación porque se mueven dentro de anillos de fluido (remolinos) y se mueven en forma errática chocando unas con otras por lo que los perfiles de velocidad son más uniformes.

de fluido incompresible:
- La densidad del fluido es constante esto ocurre para líquidos. Para gases, la densidad se considera constante si la variación de presión y velocidad no son las suficientes para generar el cambio de la densidad.

en una tubería:
- Elemento de conducción cilíndrico que tiene sección circular constante de determinada longitud y rugosidad.

se definen los siguientes parámetros:
- Velocidad de fricción: es la raíz cuadrada del cociente entre el producto del esfuerzo cortante en la pared con la Constante de gravitación universal y la densidad del fluido que circula por el interior.
- Velocidad adimensional: es el cociente entre la velocidad de fluido que circula por el interior de la tubería y la velocidad de fricción.
- Distancia adimensional: es el cociente entre el producto de la distancia desde la pared con la Velocidad de fricción y la Viscosidad cinemática.

que suponen la existencia de 3 zonas en la tubería:
- Subcapa laminar: una capa muy delgada adyacente a la pared donde el transporte de cantidad de movimiento es molecular porque el radio del núcleo turbulento ocupa toda la tubería Virtualidad y se supone que el tensor de corte es constante e igual al de la pared en la subcapa.
- Subcapa de transición: la Correlación para la capa de transición es logarítmica por lo que al graficar en una plano con escalas logarítmicas o en Papel semi-logarítmico resulta una Función lineal porque posee una línea recta. El flujo no se distingue si es laminar o turbulento es bien ambos al mismo tiempo.
- Subcapa turbulenta o núcleo turbulento: la correlación logarítmica para la capa turbulenta se estudia de la misma manera que la anterior.

Las regiones se delimitan por la distancia desde la pared: si la distancia adimensional varía desde 0 hasta 5 la subcapa es laminar, si es de 5 hasta 30 
es la subcapa de transición y si es mayor a 30 se trata de la subcapa turbulenta.
Las constantes de las correlaciones se determinan mediante Mediciones experimentales teniendo en cuenta que si la función es logarítmica conviene representarla en papel semi-logarítmico y ver si ajusta o no a los datos obtenidos.

## Parámetros para caracterizar al flujo turbulento
La intensidad de turbulencia es una medida de la importancia que tiene la velocidad fluctuante con respecto a la velocidad media. Mediante una correlación (no confundir con Correlación matemática) se obtiene la velocidad de rotación de los torbellinos. Como la velocidad fluctuante cuadrática media es distinta de cero se proporciona una medida de la amplitud de oscilaciones de velocidad. Definimos la intensidad de turbulencia como el cociente entre la raíz cuadrada de un tercio de la suma de las velocidades fluctuantes cuadráticas medias en las 3 direcciones sobre la velocidad media en la dirección de movimiento del flujo ¨¨Insertar ecuación¨¨. En el caso de que las 3 velocidades medias fluctuantes cuadráticas coincidan, hay turbulencia isotrópica que se expresa ¨¨Insertar ecuación¨¨ y significa que la intensidad de turbulencia es el cociente entre la raíz cuadrada de la velocidad fluctuante cuadrática media en la dirección de movimiento del flujo sobre el promedio de velocidades en la dirección de flujo. Según Prandtl, el flujo será netamente turbulento cuando sea mayor al 10% la intensidad de turbulencia. Así como la intensidad de turbulencia caracteriza 
a través la velocidad de giro de los remolinos, la escala espacial de turbulencia lo hace a través del tamaño de los remolinos. Como la velocidad está relacionada con otra existente en otro punto en el tubo entonces mediante el Coeficiente de correlación de Euler que es el cociente entre el producto de las velocidades fluctuantes en cada punto y el producto de las raíces cuadradas de las velocidades fluctuantes medias cuadráticas en cada punto evaluadas sobre la misma dirección ¨¨Insertar ecuación¨¨ se puede determinar el tamaño de los remolinos porque ambos puntos están separados una distancia "y" que se hace lo suficientemente pequeña para no considerar la presencia de otro remolino próximo y el diámetro resulta la integral de cero a infinito del producto entre el coeficiente de correlación de Euler y el diferencial de "y". Si se representa el coeficiente de correlación de Euler sobre la distancia que separa los puntos entonces se obtiene la curva que permite resolver la integral mediante Integración numérica. La escala temporal de turbulencia sirve para estimar el tiempo de vida de los torbellinos para ello cita un coeficiente de correlación temporal o de Lagrange que se define como la relación entre la media del producto de la velocidad fluctuante en un determinado momento y otra velocidad fluctuante en un momento posterior en la dirección de movimiento del flujo sobre el producto de las raíces cuadradas de las velocidad medias fluctuantes cuadráticas en esa dirección y en esos instantes. El tiempo de vida es la Integral impropia del producto entre el diferencial de "t" y el Coeficiente de Lagrange.                       

## Ecuación de continuidad
Para flujo de fluido incompresible y con viscosidad constante, característico de Fluido newtoniano por el Balance diferencial de masa la Divergencia del vector de velocidad es igual a cero porque la Derivada sustancial de la Densidad es cero porque la propiedad, en este caso la densidad, no varía con el tiempo ni con la posición. Para flujo turbulento la velocidad que se utiliza en la Ecuación de continuidad es la velocidad media más la velocidad fluctuantes o más conocida su suma como velocidad turbulenta. Según la Teoría estadística de la turbulencia para un tiempo estadísticamente largo, la variación de la amplitud de las fluctuaciones es nula y por lo tanto la ecuación diferencial final para el flujo turbulento se diferencia de la de flujo laminar en que se consideran las velocidades puntuales por las velocidades medias.

## Ecuación de movimiento para flujo turbulento
Para densidades y viscosidades constantes y despreciando las fuerzas corporales en el movimiento del fluido en una dirección porque son Vectores. La Ecuación de movimiento de Navier-Stokes en una dirección posee 5 términos de fuerzas, por el Balance de cantidad de movimiento, en el miembro izquierdo está la fuerza que genera el cambio en la cantidad de movimiento o "fuerza inercial" por unidad de volumen de fluido y en el miembro derecho está la fuerza que generó una diferencia de presión que también contribuye a un cambio en la cantidad de movimiento por unidad de volumen, la fuerza debido a la gravedad que es despreciable en algunos sistemas que corresponde al peso del elemento del fluido encerrado dentro de la superficie de control, la fuerza viscosa que se debe a la Fricción viscosa que es una fuerza resistiva. Para aplicar al Flujo turbulento se reemplaza la velocidad puntual del flujo laminar por la velocidad turbulenta que es la suma de la velocidad fluctuante y de la velocidad media. Como resultado se obtiene la ecuación diferencial final donde se evidencia que el transporte del flujo turbulento es la suma del transporte molecular del flujo laminar más un transporte nuevo que llamaremos convectivo. La Demostración matemática con las Simplificaciones queda pendiente. 

## Esfuerzos cortantes turbulentos
Los esfuerzos cortantes turbulentos son la suma entre los esfuerzos cortantes viscosos debidos al flujo laminar y los esfuerzos cortantes convectivos debidos al transporte convectivo que se suma al transporte molecular. Existe una Ecuación matemática que relaciona el coeficiente de correlación espacial con el esfuerzo cortante convectivo y se la atribuye a Reynolds. Así como la Ley de Newton sirve para relacionar la tensión viscosa con la velocidad de cada capa, se pretende hallar una Correlación que vincule el esfuerzo de corte turbulento con una viscosidad virtual.               

## Ley de Blasius
En el 1930, Blasius desarrolla una ecuación para predecir las velocidades según la posición radial que tengan. Si bien no es muy utilizada, verifica que la velocidad es más uniforme para flujo turbulento porque los valores calculados se aproximan más al valor promedio. Se confirma que la velocidad media será más cercana al valor máximo de velocidad. 